# 100 Things to Do Before High School
100 Things to Do Before High School (Brasil: 100 Coisas Pra Fazer Antes do High School / Portugal: 100 Coisas Para Fazer Antes do Secundário) é uma série de televisão estadunidense da Nickelodeon, criada por Scott Fellows. A série foi ao ar 11 de novembro de 2014 com um episódio piloto de uma hora na Nickelodeon. Um sneak peek da série foi ao ar em 30 de maio de 2015. É estrelada por Isabela Merced, Jaheem Kings Toombs e Owen Joyner nos papéis principais. A série começou sua programação regular em 6 de junho de 2015, como confirmado por Isabela Moner no Twitter. A primeira temporada teve 25 episódios.
No Brasil estreou em 30 de novembro de 2015, às 18h00, na Nickelodeon.
Em Portugal estreou no dia 9 de janeiro de 2016, no Nickelodeon.
Os atores dos personagens principais fizeram parte do elenco de Ho Ho Holiday Special junto com outros atores.
Em 2016 a série foi oficialmente cancelada.

## Personagens
CJ Martin: Ela faz uma lista de 100 coisas para fazer antes do ensino médio junto com seus amigos Crispo e Fenwick. Ela é otimista e persistente.
Christian "Crispo" Powers: É popular. Por ser bonito, faz sucesso com as garotas. Ele também é um pouco bobo.
Fenwick "Fen" Frazier: É muito inteligente e tira boas notas.
Ronbie Martin: É o irmão mais velho da CJ.
Professor Roberts: É o orientador do colégio Pootatuck.
Mindy Minus: É mandona. Ela é apaixonada pelo Crispo. Adora rosa e é muito Popular.
Diretora Hader: É a diretora do colégio Pootatuck. Ela não desiste muito fácil de uma ideia. Ela é antipática.
Dave: É um estudante do oitavo ano por quem CJ é apaixonada. Ele é chamado de "gato do oitavo ano" por CJ e seus amigos.

## Dublagem
| Personagem        | Dublador(a)             |
| Principais        | Principais              |
| ----------------- | ----------------------- |
| CJ                | Luisa Palomanes         |
| Mindy Minus       | Jéssica Marina          |
| Fenwick           | Wirley Contaifer        |
| Crispo            | Eduardo "Dudu" Drummond |
| Ronbie            | Cafi Balloussier        |
| Professor Roberts | Mckeidy Lisita          |
| Secundários       |                         |
| Sr. Martin        | Mário Tubinampá         |
| Sr.ª Martin       | Christiane Louise       |
| Dale              | Vinicius Mesquita       |

|                     | Brasil         |
| ------------------- | -------------- |
| Direção de Dublagem | Jorge Jr.      |
| Tradução            | Daniel Bezerra |
| Estúdio de Dublagem | Drei Marc      |

## Episódios
| Temporada | Temporada | Episódios | Exibição original      | Exibição original       | Exibição no Brasil    | Exibição no Brasil | Exibição em Portugal | Exibição em Portugal |
| Temporada | Temporada | Episódios | Estreia de temporada   | Final de temporada      | Estreia de temporada  | Final de temporada | Estreia de temporada | Final de temporada   |
| --------- | --------- | --------- | ---------------------- | ----------------------- | --------------------- | ------------------ | -------------------- | -------------------- |
|           | 1         | 25        | 11 de novembro de 2014 | 27 de fevereiro de 2016 | 23 de outubro de 2015 | outubro de 2016    | 9 de janeiro de 2016 | por anunciar         |

| #  | Título | Dirigido por         | Escrito por              | Exibição original                                                   | Código de produção | Audiência (em milhões) |
| -- | --- | -------------------- | ------------------------ | ------------------------------------------------------------------- | ------------------ | ---------------------- |
| 1  | "Especial" "Special (Primeiro Filme)" | Jonathan Judge       | Scott Fellows            | 11 de novembro de 2014 23 de outubro de 2015 9 de janeiro de 2015   | 101/102            | 2,25                   |
| 2  | "Montar uma Banda de Garagem" "Start a Garage Band Thing!" | Carlos Gonzales      | Julie Brown              | 30 de maio de 2015 1 de dezembro de 2015 14 de janeiro de 2016      | 105                | 1,22                   |
| 3  | "Correr com os Ursos (BR)" Correr Com os Bears (PT)" "Run with the Bears Thing!" | Savage Steve Holland | Keith Wagner             | 6 de junho de 2015 2 de dezembro de 2015 15 de janeiro de 2016      | 106                | 0,96                   |
| 4  | "Dizer Sim à Tudo por um Dia (BR)" Dizer Ya à Tudo por um Dia (PT)" "Say Yes to Everything for a Day Thing!"                                                                                          | Savage Steve Holland | Nathan Knetchel          | 13 de junho de 2015 3 de dezembro de 2015 13 de janeiro de 2016     | 104                | 1,13                   |
| 5  | "Ser uma Fada Madrinha (BR)" "Be a Fairy Godmother Thing!" | Savage Steve Holland | Mark Fellows             | 20 de junho de 2015 4 de dezembro de 2015 18 de janeiro de 2016     | 107                | 1,41                   |
| 6  | "Ficar Acordado a Noite Toda (BR)" Fazer uma Noitada (PT)" "Stay Up All Night Thing!" | Jonathan Judge       | Lazar Saric              | 27 de junho de 2015 4 de abril de 2016 19 de janeiro de 2016        | 108                | 2,00                   |
| 7  | "Adotar um Bebê de Farinha (BR)" "Adopt a Flour Baby Thing!" | Savage Steve Holland | Scott Fellows            | 11 de julho de 2015 5 de abril de 2016 20 de janeiro de 2016        | 109                | 1,17                   |
| 8  | "Mudar o Visual e Ver o Que Acontece (BR)" Mudar de Estilo e Ver o Que Acontece (PT)" "Change Your Look and See What Happens Thing!"                                                                  | Melissa Kosar        | Katie Mattila            | 18 de julho de 2015 6 de abril de 2016 21 de janeiro de 2016        | 110                | 1,23                   |
| 9  | "Descobrir seu Superpoder (BR)" "Find Your Super Power Thing!" | Jonathan Judge       | Scott Fellows            | 25 de julho de 2015 30 de novembro de 2015 11 de janeiro de 2016    | 103                | 1,30                   |
| 10 | "Fazer uma Caça ao Tesouro (BR)" "Scavenger Hunt Thing!" | Jonathan Judge       | Julie Brown              | 19 de setembro de 2015 7 de abril de 2016 25 de janeiro de 2016     | 111                | 1,46                   |
| 11 | "Fazer uma Nova Amizade (BR)" "Make a New Friend Today Thing!" | Savage Steve Holland | Nathan Knetchel          | 26 de setembro de 2015 8 de abril de 2016 26 de janeiro de 2016     | 112                | 1,41                   |
| 12 | "Virar uma Cientista Maluca (BR)" "Be a Mad Scientist Thing!" | Julian Petrillo      | Keith Wagner             | 3 de outubro de 2015 15 de fevereiro de 2016 27 de janeiro de 2016  | 113                | 1,28                   |
| 13 | "Entrar para um Clube (BR)" "Join a Club Thing!" | Jonathan Judge       | Mark Fellows             | 10 de outubro de 2015 16 de fevereiro de 2016 28 de janeiro de 2016 | 115                | 1,20                   |
| 14 | "Ter o Melhor Halloween de Sempre! (PT)" "Have the Best Halloween Ever Thing!" | Julian Petrillo      | Lazar Saric Keith Wagner | 24 de outubro de 2015 outubro de 2016 31 de outubro de 2016         | 125                | 1,37                   |
| 15 | "Curtir ao Máximo seu Dia Doente (BR)" Aproveitar ao Máximo o Teu Dia Doente (PT)" "Get the Most Out of a Sick Day Thing!"                                                                            | Savage Steve Holland | Scott Fellows            | 7 de novembro de 2015 18 de fevereiro de 2016 5 de maio de 2016     | 117                | 1,29                   |
| 16 | "Sentar em uma Mesa Diferente (BR)" Sentar numa Mesa Diferente ao Almoço (PT)" "Sit at the Lunch Table Different Thing!"                                                                              | Savage Steve Holland | Lazar Saric              | 14 de novembro de 2015 17 de fevereiro de 2016 4 de maio de 2016    | 116                | 1,01                   |
| 17 | "Sobreviver ao Ataque de Vírus (BR)" Sobreviver ao Ataque de Vírus Trancada na Última Estação de Base na Terra (PT)" "Survive the Virus Attack Trapped in the Last Home Base Station on Earth Thing!" | Jonathan Judge       | Mark Fellows             | 21 de novembro de 2015 25 de abril de 2016 3 de maio de 2016        | 121                | 1,29                   |
| 18 | "Disputar uma Eleição (BR)" "Run for Office Thing!" | Savage Steve Holland | Keith Wagner             | 9 de janeiro de 2016 23 de março de 2016                            | 119                | 1,23                   |
| 19 | "Sempre Dizer a Verdade (Mas Não Sempre) (BR)" "Always Tell the Truth (but Not Always) Thing!" | Joe Menendez         | Lazar Saric              | 16 de janeiro de 2016 28 de abril de 2016                           | 124                | 1,29                   |
| 20 | "Se Tornar um Milionário e Doar Tudo! (BR)" "Become a Millionaire and Give It All Away Thing!" | Savage Steve Holland | Sona Panos               | 23 de janeiro de 2016 26 de abril de 2016                           | 122                | 1,32                   |
| 21 | "Deixar sua Marca (BR)" "Leave Your Mark Thing!" | Julian Petrillo      | Lazar Saric              | 30 de janeiro de 2016 22 de março de 2016                           | 118                | 1,57                   |
| 22 | "Conhecer seu Ídolo (BR)" "Meet Your Idol Thing!" | Melissa Kosar        | Scott Fellows            | 6 de fevereiro de 2016 27 de abril de 2016                          | 123                | 1,46                   |
| 23 | "Dominar Alguma Coisa! (BR)" "Master a Thing Thing!" | Stewart Schill       | Nathan Knetchel          | 13 de fevereiro de 2016 24 de março de 2016                         | 120                | 1,06                   |
| 24 | "Levante sua Mão (BR)" "Raise Your Hand Thing!" | Jonathan Judge       | Scott Fellows            | 20 de fevereiro de 2016 29 de abril de 2016                         | 126                | 1,36                   |
| 25 | "Ter o Coração Pré-Partido! (BR)" "Get Your Heart Pre-Broken Thing!" | Savage Steve Holland | Scott Fellows            | 27 de fevereiro de 2016 21 de março de 2016                         | 114                | 1,17                   |